# ブラジルの都市の一覧

## 人口上位10都市
| 1              | サンパウロ           | サン・パウロ州         | 12,396,372 | 11 | ベレン               | パラー州                   | 1,506,420 |
| 2              | リオ・デ・ジャネイロ | リオ・デ・ジャネイロ州 | 6,775,561  | 12 | ポルト・アレグレ     | リオグランデ・ド・スル州   | 1,492,530 |
| 3              | ブラジリア           | ブラジリア連邦直轄区   | 3,094,325  | 13 | グアルーリョス       | サン・パウロ州             | 1,404,694 |
| 4              | サルヴァドール       | バイーア州             | 2,900,319  | 14 | カンピーナス         | サン・パウロ州             | 1,223,237 |
| 5              | フォルタレザ         | セアラー州             | 2,703,391  | 15 | サン・ルイス         | マラニョン州               | 1,115,932 |
| 6              | ベロ・オリゾンテ     | ミナス・ジェライス州   | 2,530,701  | 16 | サンゴンサロ         | リオ・デ・ジャネイロ州     | 1,098,357 |
| 7              | マナウス             | アマゾナス州           | 2,255,903  | 17 | マセイオ             | アラゴアス州               | 1,031,597 |
| 8              | クリチバ             | パラナ州               | 1,963,726  | 18 | ドゥケ・デ・カシアス | リオ・デ・ジャネイロ州     | 929,449   |
| 9              | レシフェ             | ペルナンブーコ州       | 1,661,017  | 19 | カンポ・グランデ     | マットグロッソ・ド・スル州 | 916,001   |
| 10             | ゴイアニア           | ゴイアス州             | 1,555,626  | 20 | ナタール             | リオグランデ・ド・ノルテ州 | 896,708   |
| 2021年国勢調査 |                      |                        |            |    |                      |                            |           |

## その他の都市
- アグアス・デ・サン・ペドロ
- アナポリス
- アパレシダ・デ・ゴイアニア
- アラカジュ
- アラピラカ
- アララクアラ
- イタビラ
- イタブーナ
- イトゥー
- イリェウス
- ヴィトーリア
- ヴィラ・ヴェーリャ
- ヴォトランチン
- ウベルランジア
- オイアポケ
- オウロ・プレット
- オザスコ
- オリンダ
- カシアス・ド・スル
- カタラン
- カノアス
- カマサリ
- カラピクイバ
- カルアル
- カルロス・バルボーザ
- カンピナグランデ
- カンピーナス
- カンポ・グランデ
- グアルジャ
- グアルーリョス
- クイアバ
- クバタン
- ゴイアス
- コチア
- ゴベルナドール・バラダレス
- コロンボ
- コンゴーニャス
- コンタジェン
- サン・ジョゼ・ドス・カンポス
- サン・クリストヴァン
- サンゴンサロ
- サン・ジョゼー・ド・リオ・プレト
- サンタナ・ド・リヴラメント
- サンタレン
- サントアンドレ
- サントス
- サン・パウロ
- サンベルナルド・ド・カンポ
- サン・ルイス
- ジェキエー
- ジャボアタン・ドス・グアララペス
- ジュイス・デ・フォーラ
- ジュタイー
- ジョアンペソア
- ジョインヴィレ
- スザノ
- ソロカーバ
- タウバテ
- タバチンガ
- ディアマンティーナ
- テフェー
- テレジーナ
- ドゥケ・デ・カシアス
- ナタール
- ニテロイ
- ノヴォ・アンブルゴ
- ノヴァ・イグアス
- バウル
- パラナグア
- バルエリ
- バルバセーナ
- パルマス
- フェイラ・デ・サンタナ
- フォス・ド・イグアス
- フォルモザ
- フランカ
- ブルメナウ
- フロリアノーポリス
- ベチン
- ペトロポリス
- ベルフォード・ロッショ
- ベレン
- ペロタス
- ボア・ヴィスタ
- ポルト・アレグレ
- ポルト・ヴェーリョ
- ポルト・セグーロ
- マカパ
- マセイオ
- マリンガ
- ミランドポリス
- モジ・ダス・クルーゼス
- モソロー
- リオブランコ
- リベイラン・プレト
- リンス
- レジストロ
- ロンドリーナ